# Muziekinstrumenten Van Engelen
Van Engelen was een blaasinstrumentenfabrikant uit Lier, opgestart in 1813.
Van Engelen produceerde gedurende vier generaties blaasinstrumenten voor het leger en de burgerwachten waaronder klaroenen, (jacht)hoorns en trompetten. In 1975 hield de vierde generatie van de familie ermee op en werd de inboedel van de vijf werkplaatsen ondergebracht in het museum Vleeshuis in Antwerpen.
De blaasinstrumenten van Van Engelen mogen niet verward worden met de vele (meestal koperen) blaasinstrumenten van fanfares of brassbands, zoals bijvoorbeeld een tuba.  Die blaasinstrumenten bevatten ventielen om een verscheidenheid aan muzieknoten weer te geven.  Een schuiftrompet staat dichter bij de instrumenten van Van Engelen, doch deze werden niet in Lier gefabriceerd.